# Kermis in het Kremlin

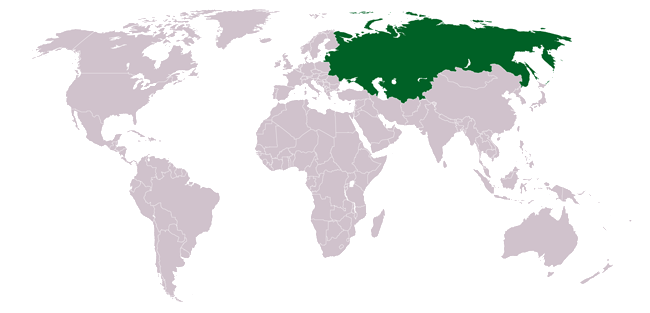
De ligging van de Sovjet-Unie in Europa en Azië.

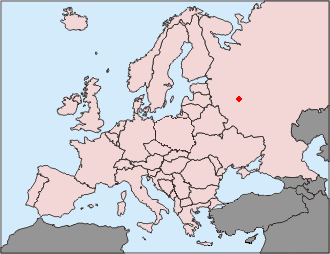
De ligging van Moskou in Europa.

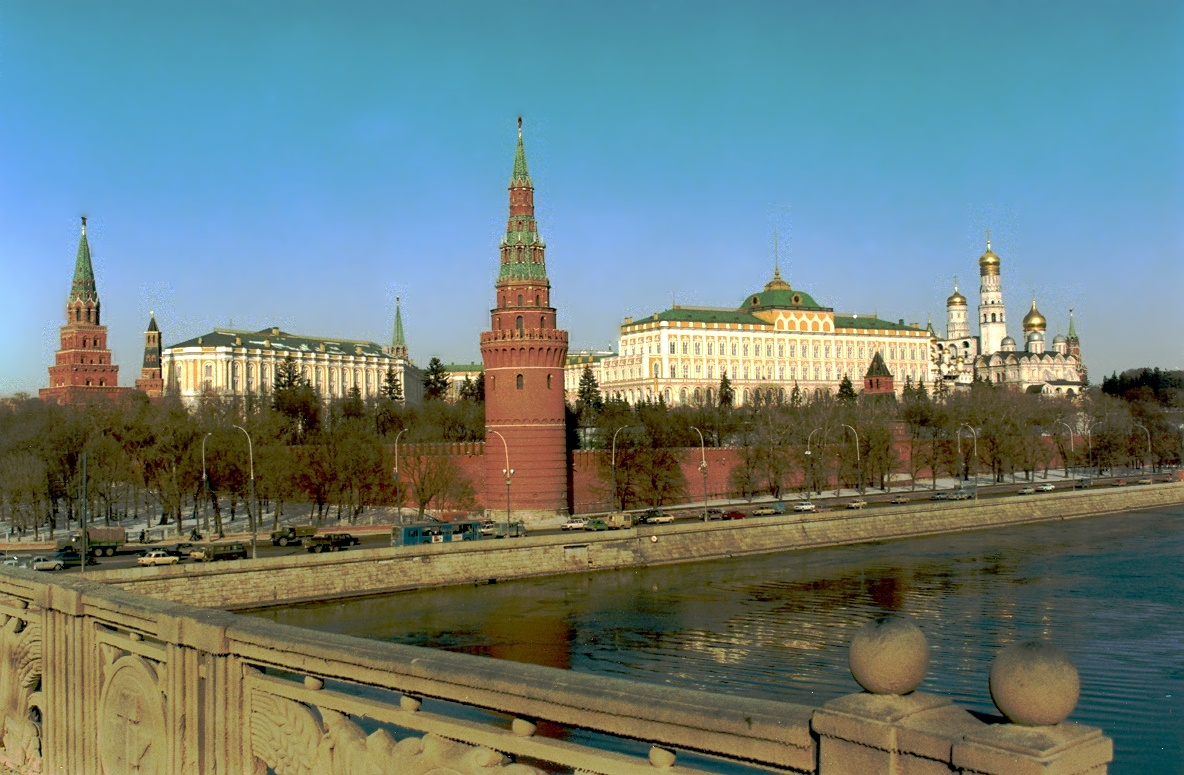
Het Kremlin, het politieke machtscentrum van Rusland.

Kermis in het Kremlin is een spionageroman van auteur Gérard de Villiers en is het 137e deel uit de S.A.S.-reeks met als protagonist de Oostenrijkse prins en freelance CIA-agent Malko Linge.

## Het verhaal
In het prinsdom Monaco, aan de Côte d'Azur, wordt een Rus gedood door een bomaanslag. Hierbij komen ook vier Amerikaanse toeristen om het leven.
Deze Rus, Igor Zakajev, blijkt een belangrijke schakel te vormen in het witwassen van gelden van vooraanstaande en invloedrijke Russen, die hun rijkdommen veelal op dubieuze wijze hebben verkregen.
De omgekomen “toeristen” blijken echter Amerikaanse CIA-agenten te zijn die Zakajev moesten beschermen.
Zakajev maakte deel uit van de nieuwe Russische elite die op illegale wijze grote rijkdommen heeft vergaard na het uiteenvallen van de Sovjet-Unie. Zakajev regelde voor vrijwel alle belangrijke Russen het witwassen van Russisch geld in West-Europese landen.
De CIA kreeg hier hoogte van en heeft Zakajev hiermee geprobeerd te chanteren door te dreigen de door hen verkregen informatie openbaar te maken, waarmee het leven van Zakajev ernstig gevaar loopt. Wat de CIA echter niet weet maar wel graag wil weten is voor welke belangrijke Russen Zakajev het geld witwaste. De CIA bood hem om die reden immuniteit en een nieuwe identiteit maar voordat hij de namen de invloedrijke Russen kon onthullen werd hij jammerlijk vermoord.
Malko vertrekt voor deze opdracht naar Moskou om via de vriendin van Zakajev alsnog de namen van de invloedrijke Russen te achterhalen.

## Personages
- Malko Linge, een Oostenrijkse prins en CIA-agent;
- Igor Zakajev, een Russische “nieuwe rijke”;
- Elena, een voormalig Miss Moskou en vriendin van Zakajev;